# A dos grados del ecuador
A dos grados del ecuador es una película española de índole dramática y de aventuras dirigida por Ángel Vilches Criado en B/N y estrenada en el año 1953.

## Argumento
Rafael Mendoza es destinado forzoso a Guinea en la época en que era colonia española. Una vez allí ve cosas que no entran dentro de su ética, y deserta. Intenta desbaratar una factoría de whisky ilegal y de trata de esclavos, pero es raptado por los esclavistas para que no delate sus actividades.